# Větrný mlýn (Světlík)
Větrný mlýn holandského typu se nachází v obci Horní Podluží v části Světlík. V roce 1966 byl zapsán do Ústředního seznamu kulturních památek ČR.

## Historie

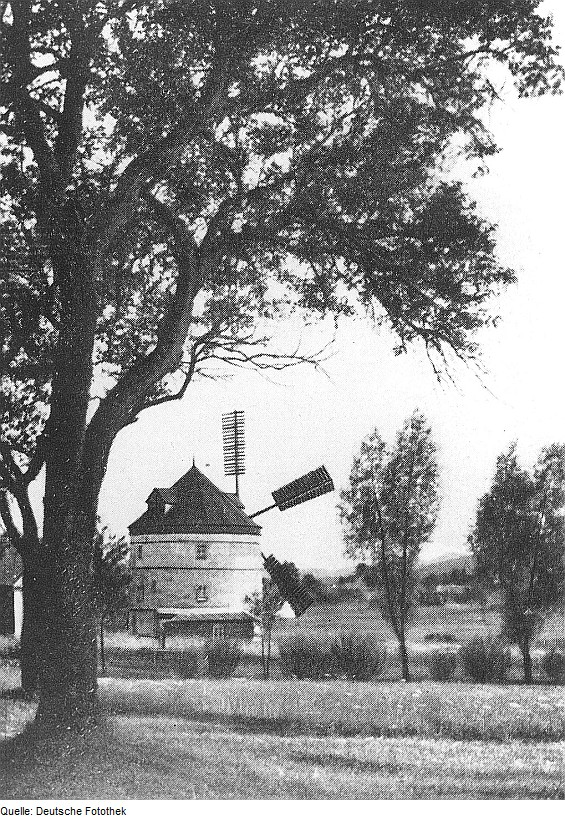
Mlýn Světlík

Zděný větrný mlýn byl postaven v roce 1843 téměř uprostřed obce. Byl součástí hospodářství s pekárnou. Provoz byl ukončen v roce 1945. Po odsunutí německých obyvatel v roce 1946 byla okolní stavení zbourána. V objektu byla v roce 1952 provedena rekonstrukce a mlýn byl zprovozněn. V šedesátých letech 20. století byl zchátralý objekt prodán skupině osob a mlýn byl částečně obnoven. V sedmdesátých letech byl mlýn opakovaně vykraden a poničen. Rozsáhlé opravy a rekonstrukce byly provedeny v období 2002–2009. 

## Popis
Větrný mlýn je dvoupatrová válcová omítaná zděná stavba holandského typu postavená z kvádrového pískovcového zdiva na kruhovém půdorysu. Obvodové zdivo je staženo dvěma kleštinami nad druhým podlažím a dvěma železnými obručemi na vnější zdi. Nepravidelně prolomená okna v patrech jsou rámována kamenným ostěním a zakončena valeně. Stavba je zakončena plechovou kuželovou otočnou střechou s protilehlými vikýři se sedlovou střechou. Jedním vikýřem prochází vodorovná hřídel s pětilistou litinovou růžicí. Pět lopatkových kol je vyplněno otočnými dřevěnými lamelami, které se nastavovaly pomocí centrálního mechanizmu tvořeného kovanými táhly. Střecha se pohybovala na systému kovových válečků. Uvnitř je dochováno mlecí zařízení o třech složeních. V přízemí je podlaha sestavená z pískovcových kvádrů.
| Půdorys průměr [m] | Výška [m]    | Výška [m] | Výška [m] | Tloušťka zdí [m]          | Počet složení | Počet perutí | Zdroj       |
| Půdorys průměr [m] | zděné stavby | střechy   | celková   | Tloušťka zdí [m]          | Počet složení | Počet perutí | Zdroj       |
| ------------------ | ------------ | --------- | --------- | ------------------------- | ------------- | ------------ | ----------- |
| 10,5               | 8,5          | 5,5       | 14        | u paty 1,1 ve vrcholu 0,9 | 3             | 5            | [ 2 ] [ 3 ] |

## Dostup
Větrný mlýn se nachází v nadmořské výšce 500 metrů ve svahu a v sousedství rybníka Světlík, který je součástí přírodní rezervace, vede k němu zpevněná komunikace se značenou cyklotrasou. Jižně od mlýna asi 1,5 km je železniční stanice Horní Podluží.